# Dracaena yuccifolia
Dracaena yuccifolia är en sparrisväxtart som beskrevs av Henry Nicholas Ridley. Dracaena yuccifolia ingår i släktet dracenor, och familjen sparrisväxter. Inga underarter finns listade i Catalogue of Life.